# Yvette Hermundstad
Maria Yvette Hermundstad, född Pettersson den 1 oktober 1971 i Östersund, är en svensk sportjournalist och programledare på SVT Sport. 
Hermundstad började sin journalistkarriär 1993 på sporten i TV4 där hon slutade 2000 för att två år senare gå till TV-sporten på SVT. Hon var anställd på SVT från 2002 till 1 november 2017, varefter hon fortsatt anlitats av företaget på frilansbasis.
Under sin tid på Lilla Sportspegeln gjorde hon bland annat en mycket uppmärksammad intervju med Zlatan Ibrahimović inför Lilla Sportspegelns 25-årsjubileum. Yvette Hermundstad arbetar sedan 2009 som programledare med André Pops i Vinterstudion. Hon bevakade Skid-VM i Liberec 2009, OS i Vancouver 2010, Skid-VM i Oslo 2011 och även VM 2013 i Val di Fiemme på plats. Under VM i Falun 2015 ledde hon SVT:s kvällsmagasin VM-studion och sommaren 2012 ledde hon SVT:s sändningar från OS-studion i London. Åren 2014, 2016, 2017, 2018 och 2019 var hon programledare för klassikern Vasaloppet. Hon har också lett program som Nordea Masters Golfmagasin (2011, 2012 och 2013), Idrottsgalans webbsändning 2011, DN-galan, Finnkampen, Friidrotts-EM i Göteborg samt Fotbollsmagasin (Serie A/Premier League/Allsvenskan). 
Hon har även varit programledare för Årets kock 2010 och arbetade även med Det kungliga dopet 2012, Prinsessbröllopet 2013 och Världens barn-uppdraget 2014. År 2019 var hon programledare för Kronprinsessan Victorias födelsedagsfirande på Öland.
Under Martin Emtenäs föräldraledighet hösten 2012 ledde hon Mitt i naturen. Våren 2013/2014 var hon programledare för Mitt i naturen – vår och fortsatte även som programledare för Mitt i naturen hösten 2013/2014.